# روبرت بنکا
روبرت بنکا (انگلیسی: Robert Benecke; ۲۵ ژانویهٔ ۱۸۳۵ – ۳ نوامبر ۱۹۰۳) یک عکاس آمریکایی آلمانی الاصل بود که عمدتاً در نیمه دوم قرن نوزدهم در سنت لوئیس فعالیت می کرد. در کنار عکس‌های پرتره، آثار او شامل عکس‌هایی از راه آهن، پل‌ها، ساختمان‌ها و قایق‌های بخار بود. او برای نمایشگاه خود در سال ۱۸۶۹ در نمایشگاه سنت لوئیس مورد تحسین قرار گرفت و یکی از اولین آمریکایی‌هایی بود که در اوایل دهه ۱۸۷۰ فرآیند آرتوتایپ را آزمایش کرد. او بعداً به تولید صفحه خشک روی آورد و در دهه ۱۸۹۰ به عنوان ویراستار برای نمایشگاه سنت لوئیس و عکاس کانادایی کار کرد.

## زندگی‌نامه
بنکا در شهر آلمانی شتیگه، که در آن زمان بخشی از دوک‌نشین براونشوایک بود، در ۲۵ ژانویه ۱۸۳۵ به دنیا آمد. او پسر هاینریش لودویگ تئودور بنکا، معلم و یوهانا آگوست بوک بود. او ابتدا در کالج بلانکنبورگ به این امید که مهندس عمران شود، تحصیل کرد. پس از فارغ التحصیلی، در سال ۱۸۵۴ در ارتش براونشوایک ثبت نام کرد. در بازدید از شهر نوردهاوزن در سال ۱۸۵۵، او عکس خود را در یک استودیو آمبروتایپ گرفت. او که تحت تأثیر قرار گرفته بود، اندکی بعد به استودیو بازگشت تا به عنوان دستیار کار کند و حرفه عکاسی را بیاموزد. اولین بار از دوربین خودش که از یک لنز لبرون و یک صفحه نگهدارنده ساخته بود استفاده کرد.
خانواده بنکا به دلیل فعالیت‌های دموکراسی خواهانه خود مجبور به فرار به ایالات متحده شدند و در ۱ اوت ۱۸۵۶ وارد برانزویک، میزوری شدند. روبرت به‌عنوان کشاورز و شغل‌های دیگری به‌طور متفاوتی کار می‌کرد و به طور محدود آلمانی، فرانسوی و لاتین را در مدرسه علمیه برانزویک تدریس می‌کرد.
در آوریل ۱۸۵۹، بنکا و شرکای او اعلام کردند که در حال نقل مکان به پیکز پیک کانتی در کلرادو هستند، جایی که اخیرا طلا کشف شده بود، اگرچه هیچ مدرکی وجود ندارد که آنها واقعاً اقدام را انجام کرده باشند. بعداً در همان سال، بنکا برای مدت کوتاهی به ناکسویل، تنسی نقل مکان کرد، جایی که با کمک یک ناشر، هنری هانت اسنلینگ، به‌عنوان یک عکاس کار موقتی پیدا کرد. در اواسط سال ۱۸۶۰، او به سنت لوئیس و سپس در نوامبر ۱۸۶۰ به براونشوایک بازگشت.

## نگارخانه

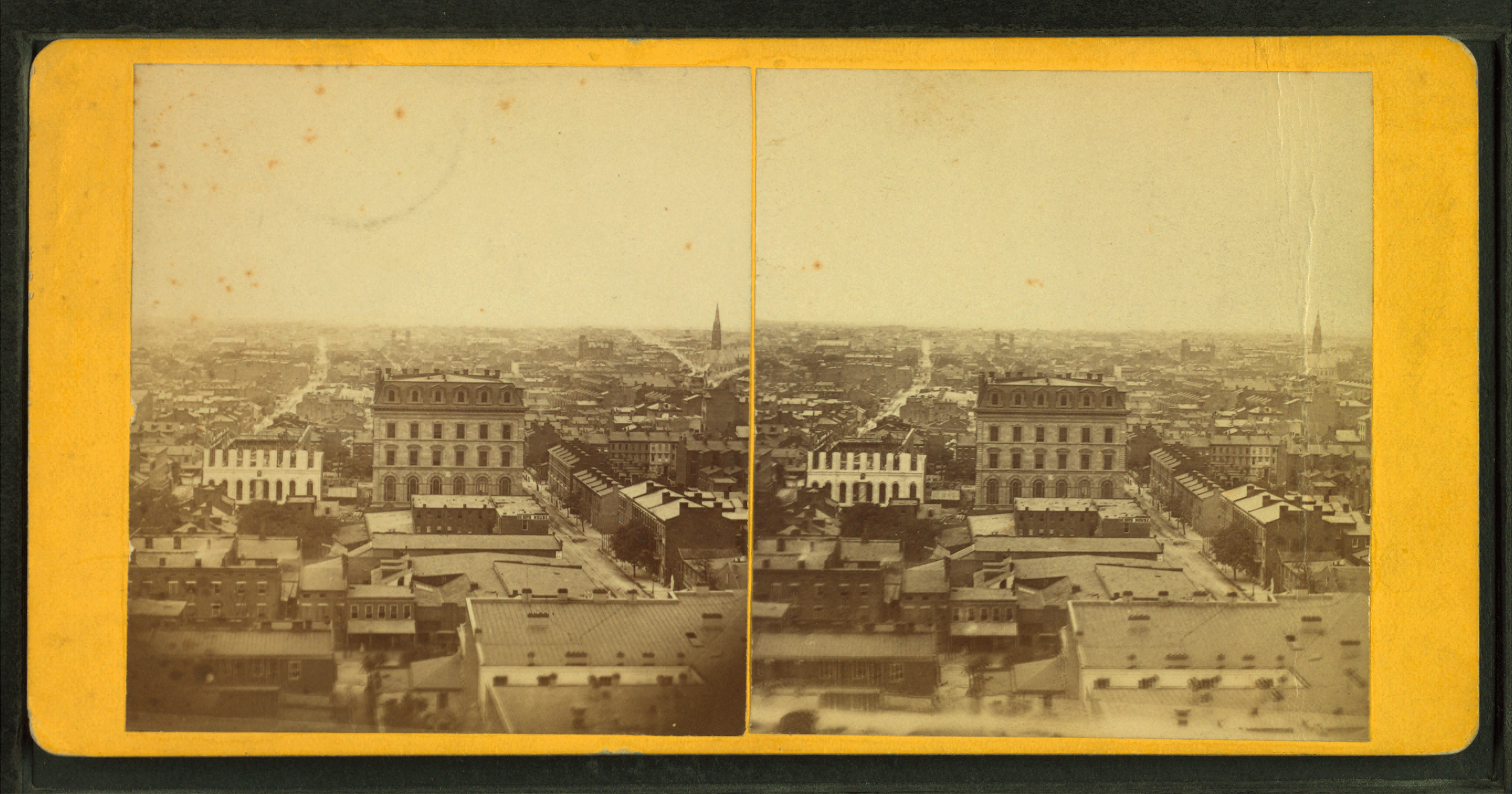
نمای پرنده‌ٔای از سنت لوئیس
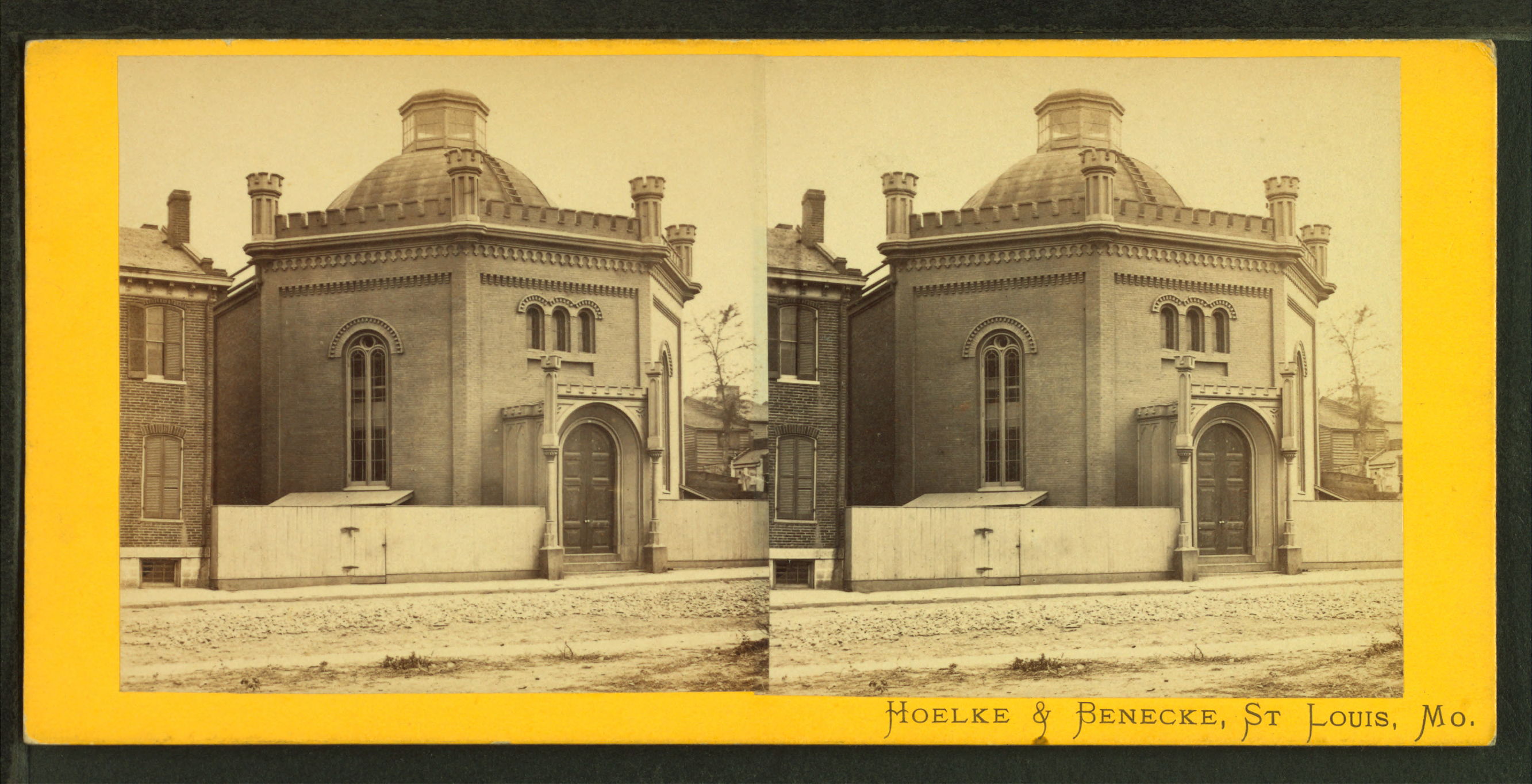
کنیسه
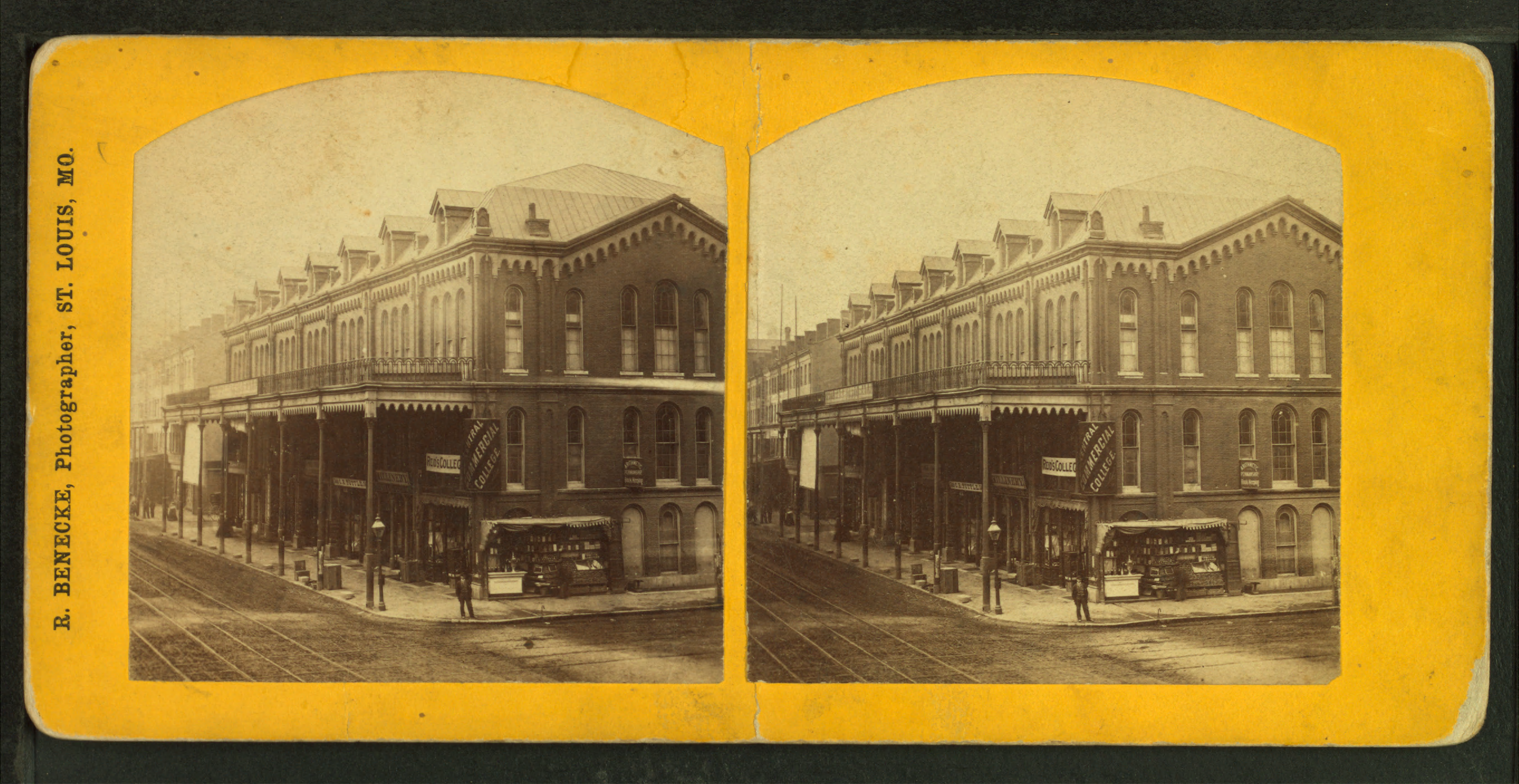
ردیف ایوان در سنت لوئیس
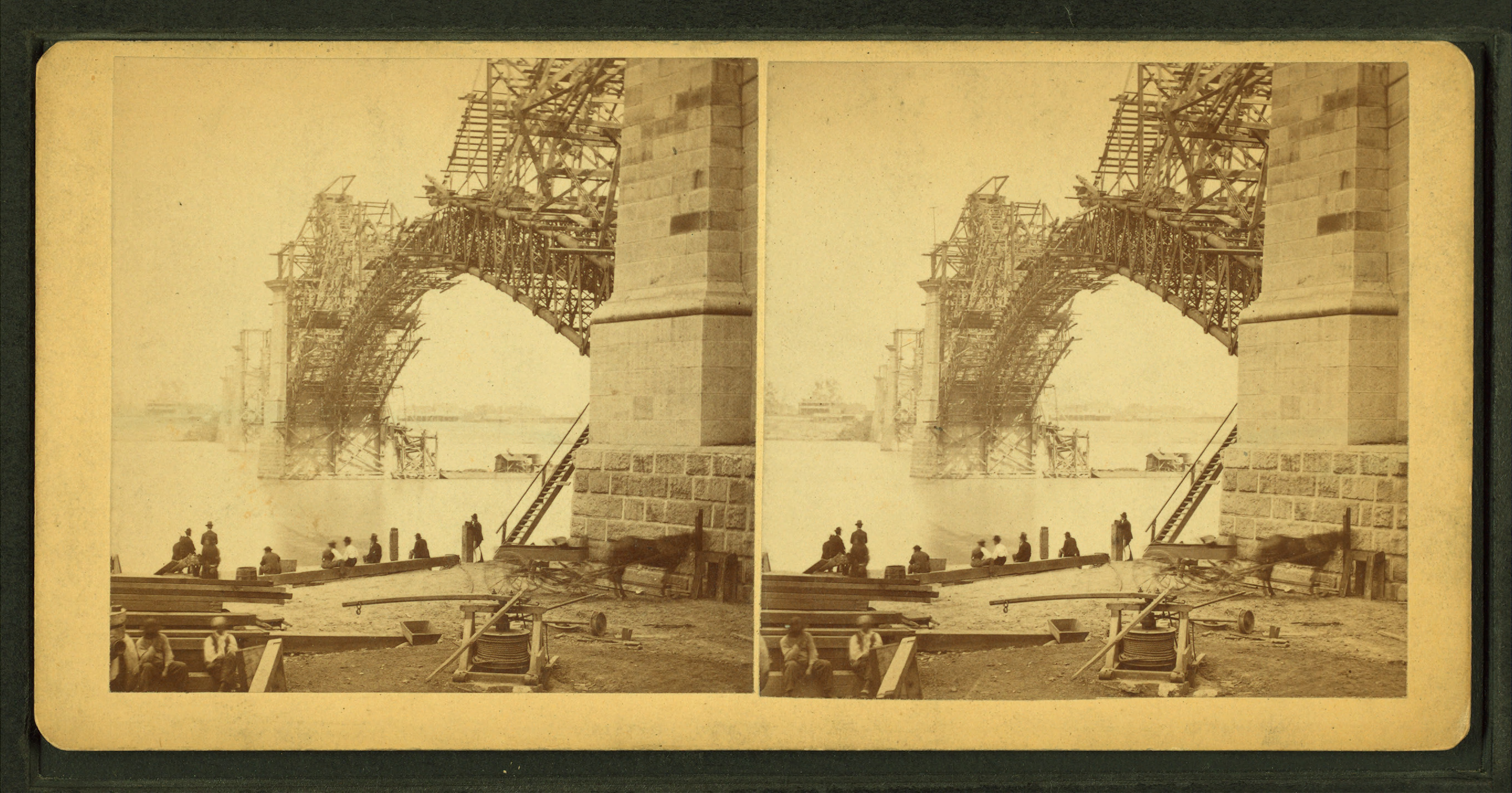
پل ایدتس در حال ساخت